# Runensteen van Sparlösa
De Runensteen van Sparlösa in Västergötland is, na de Runensteen van Rök, de bekendste runensteen uit Zweden. De steen werd ontdekt in de zuidelijke muur van de kerk van Sparlösa in 1669.
De steen heeft een inscriptie in runen die een vroege vermelding bevat van de plaats Uppsala. Ook staan er twee namen van personen op, te weten Erik ("totale heerser") en Alrik ("ieders heerser"). Het zijn beiden koninklijke namen waarvan men denkt dat ze afkomstig zijn uit de semi-legendarische Zweedse Ynglinge-dynastie. Bovendien doet de verwijzing naar een grote veldslag denken aan de eveneens semi-legendarische Zweeds-Gautische Oorlogen, die ook worden genoemd in Beowulf.
De runensteen is 177 cm hoog en dateert uit ca. 800, maar hij bevat een vermoedelijk jongere lijn, die er later aan toegevoegd is. Deze vermeldt dat Gisli dit gedenkteken heeft gemaakt voor Gunnar, zijn broer. Men dateert de steen aan de hand van de stijl van de afbeeldingen. Deze vertonen sterke gelijkenis met andere afbeeldingen in Gotland, afkomstig uit die tijd, waaronder de afbeelding van een schip, hoewel het zeil op datzelfde schip een latere datering doet vermoeden.

## Tekst
Transliteratie van de runen:
- A a¤iuls kaf ÷ airikis sunR kaf alrik- -
- B ---t---la kaf rau- at kialt(i) * ...a sa- faþiR ubsal faþiR suaþ a-a-u--ba ...-omas notu auk takaR ÷ aslriku lu--R ukþ-t a(i)u(i)sl
- C ...s---n(u)(R)-a-- þat sikmar aiti makuR airikis makin(i)aru þuno * aft aiuis uk raþ runoR þaR raki-ukutu iu þar suaþ aliriku lu(b)u faþi
- D ui(u)-am ...--ukrþsar(s)k(s)nuibin- ---kunR(u)k(l)ius-- ...iu
- E : kisli : karþi : iftiR : kunar : bruþur [:] kubl : þisi

Transcriptie:
- A Æivisl gaf, Æiriks sunR, gaf Alrik[R] ...
- B ... gaf <rau-> at gialdi [Þ]a(?) sa[t] faðiR Upsal(?), faðiR svað ... ... nætR ok dagaR. AlrikR <lu--R> ugð[i]t(?) Æivisl
- C ... þat Sigmarr hæiti maguR Æiriks. Mæginiaru(?) <þuno> aft Æivisl. Ok rað runaR þaR rægi[n]kundu <iu> þar, svað AlrikR <lubu> faði.
- D <uiu-am> ... ... ...
- E Gisli gærði æftiR Gunnar, broður, kumbl þessi.

Vertaling:
- A Eyvísl(?), Eiríkr's zoon gaf, Alríkr gaf...
- B ... gaf ... als betaling. Toen(?) zat de vader(?) (in) Uppsala(?), de vader dat ... ... nachten en dagen. Alríkr <lu--r> vreesde(?) niet Eyvísl(?).
- C ... dat Eiríkr's jongen wordt genoemde Sigmarr/gevierd-voor-overwinningen. Machtige strijd(?) ... ter nagedachtenis aan Eyvísl(?). En interpreteer de runen van goddelijke oorsprong daar... , dat Alríkr <lubu> kleurde.
- D ... ... ...
- E Gísli maakte dit monument ter nagedachtenis aan Gunnarr, (zijn) broer.